# Compasso (álbum)
Compasso é o décimo álbum de estúdio da cantora brasileira Angela Ro Ro, lançado em 2006 pela gravadora Indie Records. O álbum traz 13 composições inéditas de Angela Ro Ro, tendo sido muito elogiado pela crítica especializada. A canção Compasso foi seu maior êxito, tendo alcançado um grande sucesso no ano de seu lançamento.

## Faixas
| N.º            | Título                | Compositor(es)                | Duração |  |
| 1.             | "Compasso"            | Angela Ro Ro Ricardo Mac Cord | 4:53    |  |
| 2.             | "Contagem Regressiva" | Ro Ro Cord                    | 4:20    |  |
| 3.             | "Paixão"              | Ro Ro Ana Terra               | 3:46    |  |
| 4.             | "Dá Pé!"              | Ro Ro Cord                    | 4:57    |  |
| 5.             | "Menti pra Você"      | Ro Ro                         | 4:00    |  |
| 6.             | "Sem Adeus"           | Ro Ro Cord                    | 3:48    |  |
| 7.             | "Chance de Amar"      | Ro Ro Antonio Adolfo          | 5:13    |  |
| 8.             | "Loucura Maior"       | Ro Ro Cord                    | 3:29    |  |
| 9.             | "Arranca Essa Flor!"  | Ro Ro Cord                    | 3:26    |  |
| 10.            | "Não Adianta!"        | Ro Ro                         | 4:13    |  |
| 11.            | "Bater Não Dói!"      | Ro Ro                         | 4:01    |  |
| 12.            | "Nossos Enganos"      | Ro Ro Cord                    | 4:24    |  |
| 13.            | "Dorme, Sonha..."     | Ro Ro                         | 3:24    |  |
| Duração total: | Duração total:        | Duração total:                | 53:54   |  |